# Thomas Tallis

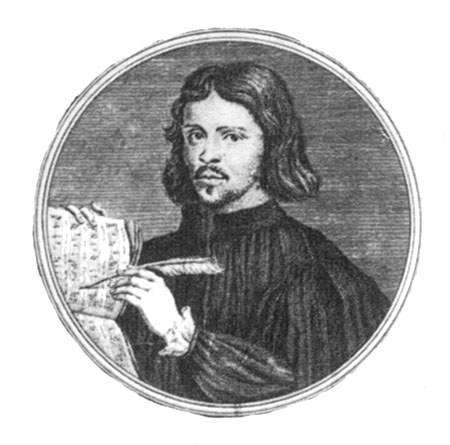
Det finns inget bevarat samtida porträtt av Tallis. Denna avbildning utfördes omkring 100 år efter hans död.

Thomas Tallis, född ca 1505 i England, död 23 november 1585 i England, var en engelsk kompositör och kyrkomusiker. Hans blomstringstid som kyrkomusiker och komponist inföll under det i England stundtals mycket turbulenta 1500-talet. I antologier av engelsk kyrkomusik intar han en betydande plats och räknas bland de främsta av landets tidiga tonsättare.

## Biografi

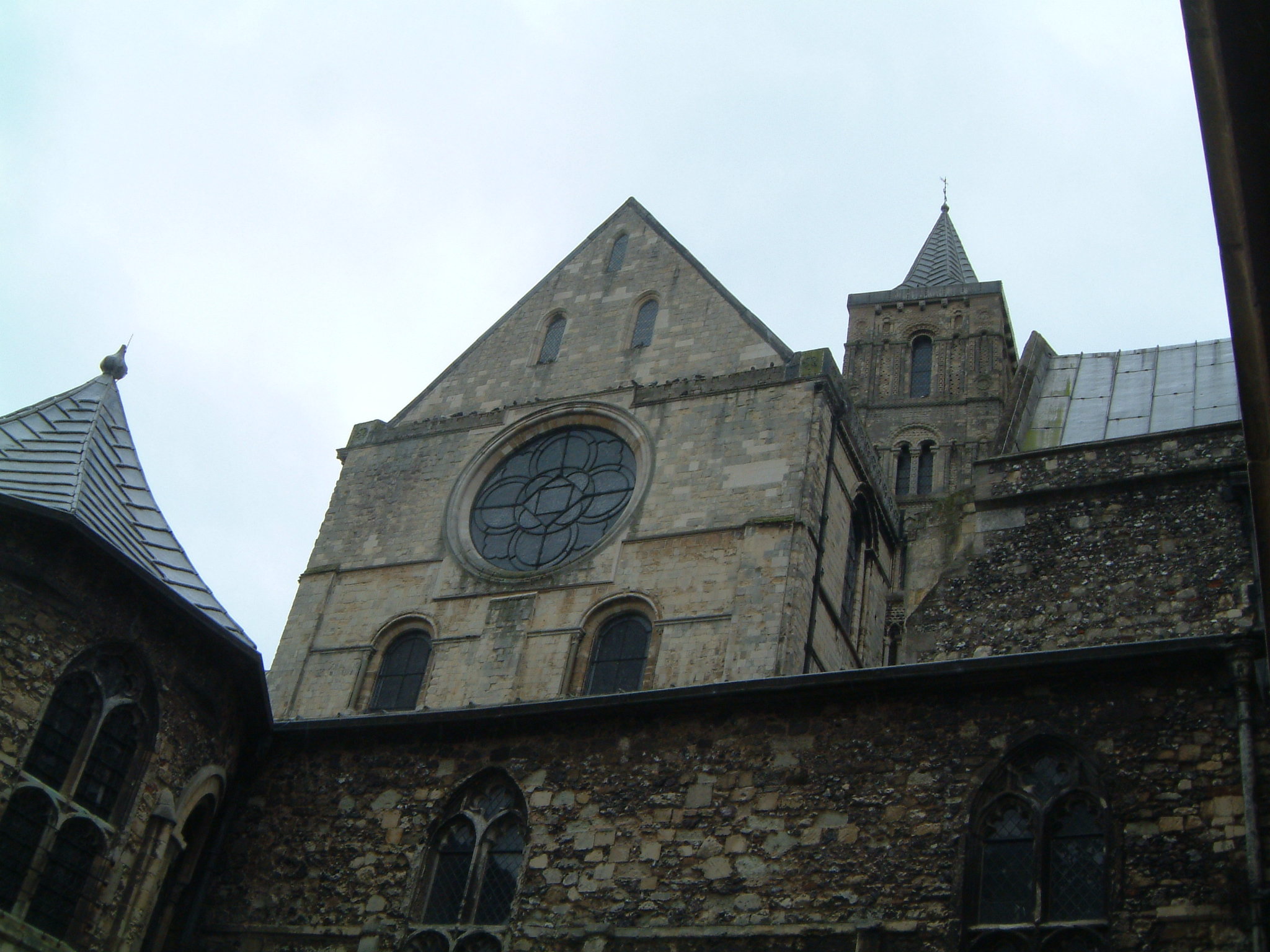
Katedralen i Canterbury

Föga är känt om hans tidiga liv, men det anses allmänt att han föddes vid 1500-talets början, mot slutet av Henrik VII:s tid på den engelska tronen. Hans första kända ställning som kyrkomusiker var som organist i benediktinerklostret i Dover (numera Dover College) omkring 1530-1532. Hans vidare karriär förde honom till London och senare (förmodligen omkring hösten 1538) till Waltham Abbey, ett stort augustinerkloster i Essex. Vid klosterupplösningen 1540 kom han till katedralen i Canterbury, och därifrån slutligen 1543 till hovet i London, som gentleman vid Chapel Royal, kapellet vid Henrik VIII:s hov, där han sjöng i kören och komponerade musik till majestätet.
1575 tillträdde William Byrd sin tjänst som hederorganist jämte Tallis. De båda gavs av drottning Elisabet ett 21-årigt monopol på polyfonisk musik (Holman, 1) och ensamrättsprivilegium att trycka och försälja noter och notpapper. Privilegiet gällde all sorts musik på alla språk. Detta innebar att de två kontrollerade försäljningen av allt notmaterial i England. (Barber 25)
Under sin tid vid hovet sägs han även ha komponerat för den protestantiska kyrkan i England (Holman 201). Tallis förblev vid hovet även under de följande regenterna Edvard VI (1547-1553), drottning Maria I (1553-1558) och drottning Elisabet I (från 1558 till Tallis död 1585) (Thomas 136). Alltgenom sin tjänstgöring som organist och kompositör vid olika monarkers hov lyckades Tallis undvika att bli indragen i de religiösa kontroverser som rasade omkring honom.
Tallis gifte sig omkring 1552; hans hustru Joan kom att överleva honom med fyra år. Paret förblev såvitt känt barnlösa. Den senare delen av sitt liv bodde Tallis i Greenwich, troligen i närheten av det kungliga palatset: Lokal tradition påstår att han hade sitt hem på Stockwell Street . Thomas Tallis avled stilla i sitt hem den 20 eller 23 november 1585, och begravdes i koret i S:t Alfeges kyrka i Greenwich.

## Musiken
Tallis hör till den generation tonsättare som växte upp med den katolska kyrkans liturgi. Han avskedades från sin tjänst i Det heliga korsets kapell i Waltham Abbey i samband med klosterupplösningen. Redan 1540 blev han emellertid ’’gentleman’’ i Chapel Royal, kapellet vid det kungliga hovet i London. Det var vanligt att sångarna i Chapel Royal innehade andra tjänster, deras respektive arbetsgivare ute i landet ansåg det vara en ära att organisten eller körledaren även var medlem av Chapel Royal.

### De tidiga verken
Av hans tidiga verk som överlevt genom historien är det de tre antifonerna tillägnade jungfru Maria som framstår som viktigast. De användes utanför liturgin och brukades i England intill kardinal Wolseys fall. Henrik VIII:s brott med den romerska katolicismen 1534 och Thomas Cranmers stigande stjärna satte tydliga spår i den musik som komponerades. Efter reformationen blev Chapel Royal det engelska musiklivets centrum, med de musikälskande tudorska och stuartska regenterna som högsta beskyddare. Tallis anpassade sig snabbt till den reformerta kyrkans nya behov av musik, hans medverkan i tillkomsten av den nya gudstjänstmusiken var ett pionjärarbete. Textmaterialet begränsades i stort sett till det som tillhörde liturgin, och Tallis och hans samtida kollegers kompositioner blev något mindre yppiga. Det ansågs angeläget att låta texten få större vikt, och musiken fick nu mer sparsamt med långa melismer och det engelska språkets betoningar, sats- och språkmelodi behandlades omsorgsfullt. I Mässa för fyra stämmor av Tallis skymtar en mer syllabisk och ackordisk stil fram, där användandet av melismer klart minskar. Tallis begagnar rytmisk variation och skiftande stämningslägen för att gestalta textens mening (Manderson, 86). 
Den reformerade anglikanska kyrkans liturgi infördes under Edvard VI:s korta tid på den engelska tronen (1547-1553) och Tallis var en av de första kyrkomusiker som skrev hymner till engelska texter. Drottning Maria I, som var katolik, satte sig före att omintetgöra de religiösa reformer som genomförts under de föregående tioåren. På hennes trontillträde följde ett återinförande av romersk gudstjänstordning och kompositionssättet återfick den utmejslade form det haft tidigare under århundradet. Två av Tallis främsta verk, Gaude gloriosa Dei Mater och julmässan Puer natus est nobis, tros vara från denna period, även om bara den senare med någon säkerhet kan dateras till 1554. Som brukligt var ämnade styckena upphöja bilden av den regerande drottningen såväl som prisa Guds moder.

### De senare verken
Drottning Elisabet I efterträdde sin halvsyster 1558 och den året därpå följande Act of Settlement avskaffade åter den romerska liturgin och etablerade slutligen den protestantiska Book of Common Prayer. Hovets komponister tog sig åter an att skriva hymner på det engelska språket, även om bruket av latinska texter fortsatte, för att med tiden bli mer och mer perifert.
Stämningsläget i landet under de inledande åren av Elisabet I:s regeringstid lutade åt det puritanska, vilket negativt påverkade den liturgiska polyfonin. Tallis skrev nio tonsättningar i olika kyrkotonarter för fyra stämmor till ärkebiskop Matthew Parkers Psalmbok, publicerad 1567. 
Bland de mest kända verken från de Elisabetanska åren är hans lamentationer, det vill säga tonsättning av klagovisorna för stilla veckans gudstjänster, samt den 40-stämmiga motetten Spem in alium för åtta fyrstämmiga körer, vilken troligen tillkom som en del av firandena av drottningens 40-årsdag 1573. 
Mot slutet av sitt liv motstod Tallis den musikaliska utveckling som kunde ses i verk av hans yngre samtida såsom kollegan William Byrd, som utvecklade kompositorisk komplexitet och använde texter som byggts genom kombinerande av skilda bibliska utdrag (Lord, 69). Tallis nöjde sig med texter ur liturgin och skrev för gudstjänsterna i Chapel Royal.

## Kulturarv

### Tallis i andras verk
Tonsättaren, tillika Tallis kollega vid Chapel Royal William Byrd tillägnade Tallis en av sina sånger vid dennes död 1585, Ye Sacred Muses: An Elegy on the death of Thomas Tallis. Texten slutar: Tallis is dead and Music dies (”Tallis är död och Musiken dör”).
En av Tallis nio tonsättningar för ärkebiskop Matthew Parkers psalmbok inspirerade Ralph Vaughan Williams till Fantasia on a Theme of Thomas Tallis för stråkorkester 1910. Verket framfördes första gången vid Three Choirs Festival i Gloucester Cathedral (Steinberg 291).

### Tallis i fiktionen
I tv-serien The Tudors framställs Tallis som bisexuell, vilket dock vare sig finns antytt eller belagt i historiska fakta.

### The Tallis Scholars
The brittiska vokalensemblen The Tallis Scholars har tagit sitt namn efter Thomas Tallis. Ensemblen bildades 1973 av Peter Phillips och sjunger huvudsakligen musik från renässansen. Ensemblen har också ett eget skivbolag - Gimell Records. (Källa: Brittiska Wikipedia.)

## Media
Lamentatione Jeremiae Prophetae, inspelad live i Madonna dei Monti, Rom av The Tudor Consort i november 2005 (5Mb).